# Lucas James
Lucas James ist ein argentinischer Polospieler mit einem Handicap von 8 in Argentinien und 7 in Großbritannien.
2009 gewann er im Team mit Adolfo Cambiaso, Gustavo Usandizaga und Alfio Marchini den Copa Repùblica Argentina.